# Andrespol
Andrespol (deutsch Andreasfeld) ist ein Dorf im Powiat Łódzki wschodni der Woiwodschaft Łódź in Polen. Es ist Sitz der gleichnamigen Landgemeinde mit 14.307 Einwohnern (Stand 31. Dezember 2020).

## Geschichte
Am 20. Oktober 1807 schloss die Grundherrin Magdalena v. Jordan-Tuchecka aus Bedoń einen Ansiedlungsvertrag mit 29 Siedlerfamilien niederdeutscher Abstammung. Die Siedler waren bereits zur Zeit der preußischen Herrschaft (1793–1806) in die Region gekommen, vermutlich um 1805, da einige Autoren dieses Jahr als Gründungszeit für Andrespol angeben. Der neu entstandene Ort erhielt zunächst den Namen Andreaspol bzw. deutsch Andreasfeld. Er bestand aus 29 Hufen für die Siedler, eine weitere Hufe sollte zwischen dem Lehrer, dem Krüger und dem Schulzen aufgeteilt werden. Die Kolonisten bekamen sechs Freijahre zugesichert, in denen sie ihr Land roden und aus eigenen Mitteln Wohn- und Wirtschaftsgebäude errichten sollten.
Im Jahr 1807 war die Region ein Teil des neu gegründeten Herzogtums Warschau geworden und ab 1815 gehörte sie zu Kongresspolen. 
Im Jahr 1819 gerieten die Dorfbewohner bei einem Streit um die Grundherrschaft zwischen die Fronten. Die Grundherrschaft ihres Dorfes wurde einerseits von der Familie Trembacki beansprucht, in deren Besitz das Gut in Bedoń mittlerweile war, andererseits erhoben die Forstbediensteten in Wiączyń ebenfalls Anspruch darauf im Namen des Königs, also faktisch des russischen Zaren. Die Forstbediensteten untersagten den Dorfbewohnern, die Rodungsarbeiten, die offensichtlich noch nicht abgeschlossen waren, fortzusetzen und hatten die Rodewerkzeuge beschlagnahmt, während die Trembackis andererseits forderten, dass das Roden möglichst bald abgeschlossen werden müsse. Schließlich forderten beide Parteien die auf das Land erhobenen Abgaben ein und ließen diese sogar pfänden. Das brachte die Bauern in eine bedrohliche Lage, da ihnen unter anderem ein erheblicher Anteil ihres Zugviehs, ihrer Kühe, des Jungviehs sowie des Saat- und Brotkorns gepfändet worden war. In ihrer Verzweiflung wandten sie sich zur Klärung der Angelegenheit schließlich direkt an den Zar, der wohlwollend reagierte. Der Ausgang des Konfliktes ist nicht überliefert, aber es scheint möglich, dass die spätere Teilung des Ortes in Zusammenhang damit steht.
Im Jahr 1825 war die Zahl der Siedlerstellen auf 67 angewachsen – der Ort war also seit seiner Gründung noch einmal vergrößert worden – und es gab 476 Einwohner.
Ende der 1820er oder Anfang der 1830er Jahre wurde Andrespol geteilt. Der östliche, kleinere Teil behielt den Namen Andrespol und gehörte fortan zum Kreis Brzeziny; der westliche, größere Teil wurde Andrzejów genannt und gehörte zum Kreis Łódź.
1835 gehörte Andrespol zur Grundherrschaft Bedoń, es bestand aus 26 Siedlerstellen, die alle besetzt waren. Die 26 Siedler hatten 206 Angehörige, d. h., es gab 232 Einwohner im Ort.
Spätestens ab 1841 besuchten die deutschen Kinder aus Andrespol die evangelische Kantoratsschule im benachbarten Andrzejów.
Für 1851 nennt die Statistik nur noch 126 deutsche Einwohner im Ort, was offenbar bedeutet, dass ein nennenswerter Anteil der Siedlerstellen von ihren Besitzern an polnische Familien verkauft worden war.
Ende des 19. Jahrhunderts gehörte der Ort zur Gmina Gałkówek und in 28 Häusern lebten 246 Einwohner.
Ab 1916 hatte Andrespol eine eigene deutsche Schule, die mindestens bis 1919 bestand.
Um 1923 gehörte Andrespol zu den wohlhabendsten Dörfern der Umgebung von Łódź.
1939 bis 1945 gehörte der Ort zum Landkreis Litzmannstadt im Reichsgau Wartheland. 
Die im Ort vorhandene evangelisch-lutherische Freikirche wurde nach 1945 abgerissen.

### Einwohnerentwicklung
- 1825: 476 Einwohner[8][9]
- 1835: 232 Einwohner (26 Siedler mit 206 Angehörigen)[8]
- 1851: 126 deutsche Einwohner (über die Zahl der polnischen Einwohner fehlen Angaben)[8]
- Ende des 19. Jahrhunderts: 246 Einwohner[13]
- 1935: etwa 260 Deutsche[16]

## Gemeinde
Zur Landgemeinde (gmina wiejska) Andrespol gehören das Dorf selbst und acht weitere Dörfer mit Schulzenämtern.